# ディビッド・ロンゴリア
ディビッド・ロンゴリア(David Longoria)は、アメリカのトランペット奏者、ソングライター、音楽プロデューサー。

## 来歴
CeCe Penistonとのデュエットである彼のダンス/ポップ・ソング「Deeper Love」 は、2005年のビルボード誌の「Hot Dance Club Play」カテゴリーでチャートイン。
2012年9月、ロンゴリアは、Ralphi Rosario、Majik Boys、DJ Yannis、ヨーロッパの音楽プロデューサー、DJ Mental Blue などを含む人気DJよってリミックスされた、インストゥルメンタル・ダンスポップ・シングル、”Zoon Baloomba” をリリース。Zoon Baloombaは、2012年10月6日に＃50で米国のビルボード、Dance Music Chart にチャートイン。ロンゴリアのデビューは、ハーブ・アルパートの1979年に発表した「Rise」のレコーディングに参加したことがきっかけとなる。 後に参加した Zoon Baloomba でのレコーディングは、8週間の間ビルボードチャート21位を上った。
2016年9月、ロンゴリアは自身のレーベル Del Oro Music より、"The Journey" をリリース。ロンゴリアによって書かれた "We Are One" という曲が含まれている。この歌は、米国のさまざまな都市で録音され、数多くのジャンル、世代、文化から600名以上ものレコーディング・アーティストによる演奏が行われている。関連アーティストには、ザ・ダズ・バンド、フレディ・ペイン、クリス・モンテス、ブレンダ・ハロウェイ、ザ・コースター、ザ・プラッターズ、ピーチズ・アンド・ハーブ、ジョン・ルイス、コーシー・フェルドマン、ジェシカ・パーカー・ケネディ、キートン・シモンズ、マリーダ・ヘイル、トレント・パーク、フランク・スタローン、キャロル・コナーズ、マリア・コンチータ・アロンゾ、JJトータ、マーヴィン・ゲイIII、アバ・ゴールド、ファニタ・ジェームス、フィレンツェ・ラルーエが参加している。

## ディスコグラフィー
Zoon Baloomba
Baila
The Journey